# نانسي يفيرهارد
نانسي يفيرهارد (بالإنجليزية: Nancy Everhard)‏ هي ممثلة أمريكية، ولدت في 30 نوفمبر 1957 بأوهايو في الولايات المتحدة.

## أعمال

### أفلام
- (1990) 48 ساعة أخرى[2]

### مسلسلات
- موردر

## وصلات خارجية
- نانسي يفيرهارد على موقع IMDb (الإنجليزية)
- نانسي يفيرهارد على موقع روتن توميتوز (الإنجليزية)
- نانسي يفيرهارد على موقع ألو سيني (الفرنسية)
- نانسي يفيرهارد على موقع أول موفي (الإنجليزية)
- نانسي يفيرهارد على موقع قاعدة بيانات الأفلام السويدية (السويدية)
- نانسي يفيرهارد على موقع قاعدة بيانات الفيلم (الإنجليزية)
- نانسي يفيرهارد على موقع كينوبويسك (الروسية)